# Saint-Vallier (Saona i Loara)
Saint-Vallier – miejscowość i gmina we Francji, w regionie Burgundia-Franche-Comté, w departamencie Saona i Loara.
Według danych na rok 1990 gminę zamieszkiwało 9977 osób, a gęstość zaludnienia wynosiła 412 osób/km² (wśród 2044 gmin Burgundii Saint-Vallier plasuje się na 16. miejscu pod względem liczby ludności, natomiast pod względem powierzchni na miejscu 308.).
Z Saint-Vallier pochodzi Coline Devillard, francuska gimnastyczka, mistrzyni Europy.